# قویودره خشتاب
قویودره خشتاب (ترکی آذربایجانی: Quyudərə Xəştab) یک منطقهٔ مسکونی در جمهوری آرتساخ است که در استان کاشاتاق واقع شده‌است.